# Adapidae
Los adápidos (Adapidae) es una familia extinta de mamíferos primates pertenecientes al suborden Strepsirrhini, relacionados con los lémures y loris vivientes, y probablemente sus predecesores. 
Probablemente eran diurnos y se alimentaban de frutas y bichos (y posiblemente de insectos). Tenía la nariz larga y ambos paralelos afilados dientes, un gran dimorfismo sexual en cuanto a los dientes caninos.
Abundaron sobre todo durante el Eoceno entre hace unos 55 y 34 millones de años, en la misma época que los omomíidos, otro grupo de primates primitivos Sin embargo, un grupo especializado endémico de Asia (Sivaladapidae) sobrevivió hasta el Mioceno. Fósiles adápidos han sido encontradosen América del Norte, Europa, Asia y África. Los adápidos son uno de los dos grupos de primates del Eoceno, con una distribución geográfica que abarca los continentes holárticos, siendo el otro los omomyidos (Omomyidae). Los primeros representantes del grupo Adapidae (por ejemplo, Cantius Donrussellia) y Omomyidae (por ejemplo, Teilhardina y Melanerimia) son algunos de los primeros conocidos como primates corona.
Rasgos que caracterizan a muchos adápidos incluyen órbitas pequeñas (cuencas de los ojos), rostro alargado, molares adaptados para dietas folivoras o frugívoras , y una masa corporal relativamente grande (es decir, superior a 1 kg). Sin embargo, la expansión endémica de los adápidos en el Eoceno temprano en el centro de Europa incluyó un número de taxones (por ejemplo, los Anchomomys), que eran muy pequeños (alrededor de 250 gramos o menos) e insectívoros además. Órbitas pequeñas en géneros tales como Notharctus, Smilodectes, Adapis, Leptadapis, y Mahgarita indican que estos taxones fueron probablemente  diurnos. Por lo menos un género adapido del Eoceno de Europa (Pronycticebus) tenía órbitas grandes y probablemente era nocturno.
Como los primates vivos actualmente, los adápidos tenían manos y pies con dedos rematados por uñas en lugar de garras. Otras características del esqueleto sugieren que la mayoría de los adápidos vivían en los árboles. En Norteamérica los adápidos endémicos como Notharctus tenía cifras muy grandes y las proporciones del esqueleto se parecen a las de los lémures vivos. En contraste, algunos autores han sugerido que un grupo de adápidos del Eoceno tardío Europea (adapines) tenían adaptaciones para la suspensión y la escalada lenta.
La sistemática de los adápidos y las relaciones evolutivas son controvertidos, no hay evidencia bastante buena del esqueleto postcraneal, que eran adápidos estrepsirrinos (miembros del grupo, incluyendo a los lémures, los loris vivos y gálagos. En particular, la anatomía de la muñeca y el tobillo de los adapidos (por ejemplo, la posición de la ranura para el tendón flexor peroneo en el astrágalo, la presencia de una pendiente talo-peroné faceta) muestran similitudes con los de derivados estrepsirrinos que viven hoy en día. Sin embargo, los adápidos antiguos carecían de muchas de las especialidades anatómicas características de los estrepsirrinos vivos, tales como el peine dental, una garra sobre el pedal del segundo dígito, y una reducción en el tamaño de la rama promontorio de la arteria carótida interna.